# 홍콩 시간
홍콩 시간(중국어: 香港時間, 영어: Hong Kong Time, HKT)은 홍콩의 시간으로, 일년 내내 UTC+08:00을 기준으로 한다. 홍콩 천문대는 홍콩 시간의 공식 계시원이다. IANA 시간대 데이터베이스에는 Asia/Hong_Kong으로 표시된다.

## 일광 절약 시간제
홍콩은 1941년에 일광 절약 시간제 조치를 채택했다. 그러나 이 관행은 결국 인기가 줄어들었고 1979년 이후 폐지되었다.

## 같이 보기
- UTC+08:00
- 아세안 공통 표준시
- Tz 데이터베이스